# (18857) Lalchandani
(18857) Lalchandani est un astéroïde de la ceinture principale d'astéroïdes.

## Description
(18857) Lalchandani est un astéroïde de la ceinture principale d'astéroïdes. Il fut découvert le 9 septembre 1999 à Socorro (Nouveau-Mexique) par le projet LINEAR. Il présente une orbite caractérisée par un demi-grand axe de 2,34 UA, une excentricité de 0,07 et une inclinaison de 5,9° par rapport à l'écliptique.

## Compléments